# 김덕원묘 출토 의복 일괄
김덕원묘 출토 의복 일괄(金德遠墓 出土 衣服 一括)은 서울특별시 강서구에 있는, 조선후기의 문신인 김덕원(1634∼1704)의 묘에서 출토된 유품들이다. 1980년 8월 23일 대한민국의 보물 제672호로 지정되었다.

## 개요
김덕원묘 출토 의복 일괄(金德遠墓 出土 衣服 一括)은 조선후기의 문신인 김덕원(1634∼1704)의 묘에서 출토된 유품들이다. 그는 효종 5년(1654) 진사, 현종 3년(1662) 문과에 급제하여 관직생활을 시작하였다. 그 후 형조판서, 예조판서를 거쳐 좌의정을 지냈으며 숙종 17년(1691)에는 영중추부사를 지냈다. 출토된 유물에는 운문단 상복 2점, 운문단 철릭 1점, 소색중치막 1점, 누비직령포 1점, 아자문주저고리 1점, 명주겹광포 1점, 명주유상 1점 등이 있다.
상복(商服)이란 평소에 입는 옷이다. 출토된 유물은 구름무늬모양과 칠보(七寶)무늬를 표현한 비단에 둥근 깃을 한 단령으로, 안에는 곧은 깃의 직령을 받쳐입게 되어 있다. 운문단 철릭은 구름모양과 칠보무늬의 어두운 갈색 천에 허리아래 양쪽이 트여있는 것이 특징이다. 철릭은 원래 단령 밑에 입는 받침옷으로, 다른 말로 첩리, 철릭이라고도 한다.
중치막은 곧은 깃에 소매는 넓고 겨드랑이 아래 덧 댄 무가 없으며 옆트임이 겨드랑이부터 있는 옷이다. 소색중치막은 지금의 두루마기와 같은 흰색 명주의 남자용 겉옷으로 뒷중심이 트여있으며 소매가 넓다. 직령포는 녹색으로 깃이 직선이며 안에 솜을 두고 2㎝간격으로 누볐다. 아자문주저고리는 아(亞)자 무늬의 명주저고리이며, 명주겹광포는 무색 명주에 솜을 얇게 두고 누빈 바지이다. 이 밖에도 소색명주창의, 명주누비창의, 반수의 등이 있다.
김덕원 장군의 묘에서 출토된 유물은 보존 상태가 좋고 매우 다양하여, 당시의 생활을 두루 살펴볼 수 있을 뿐만 아니라 복식사의 체계를 세우는데 중요한 자료가 된다.

## 세부 내역
| 번호     | 사진 | 명칭                                                                                    | 비고 |
| 672-1호  |      | 김덕원묘 출토 의복 일괄-소색명주창의 (金德遠墓 出土 衣服 一括-素色明紬氅衣)             |      |
| 672-2호  |      | 김덕원묘 출토 의복 일괄-명주누비창의 (金德遠墓 出土 衣服 一括-明紬누비氅衣)             |      |
| 672-3호  |      | 김덕원묘 출토 의복 일괄-이화구문창의 (金德遠墓 出土 衣服 一括-梨花毬紋氅衣)             |      |
| 672-4호  |      | 명주겹창의김덕원묘 출토 의복 일괄-명주겹창의 (金德遠墓 出土 衣服 一括-明紬裌氅衣)       |      |
| 672-5호  |      | 공단창의김덕원묘 출토 의복 일괄-공단창의 (金德遠墓 出土 衣服 一括-貢緞氅衣)             |      |
| 672-6호  |      | 김덕원묘 출토 의복 일괄-누비창의 (金德遠墓 出土 衣服 一括-누비氅衣)                     |      |
| 672-7호  |      | 김덕원묘 출토 의복 일괄-명주착수창의 (金德遠墓 出土 衣服 一括-明紬窄袖氅衣)             |      |
| 672-8호  |      | 김덕원묘 출토 의복 일괄-국화문창의 (金德遠墓 出土 衣服 一括-菊花紋氅衣)                 |      |
| 672-9호  |      | 김덕원묘 출토 의복 일괄-운문단직령포 (金德遠墓 出土 衣服 一括-雲紋緞直領袍)             |      |
| 672-10호 |      | 김덕원묘 출토 의복 일괄-공단직령포 (金德遠墓 出土 衣服 一括-貢緞直領袍)                 |      |
| 672-11호 |      | 김덕원묘 출토 의복 일괄-죠오젯직령포 (金德遠墓 出土 衣服 一括-죠오젯直領袍)             |      |
| 672-12호 |      | 김덕원묘 출토 의복 일괄-초록명주직령포 (金德遠墓 出土 衣服 一括-草綠明紬直領袍)         |      |
| 672-13호 |      | 김덕원묘 출토 의복 일괄-만자문직령포 (金德遠墓 出土 衣服 一括-卍字紋直領袍)             |      |
| 672-14호 |      | 김덕원묘 출토 의복 일괄-능파문주겹유직령포 (金德遠墓 出土 衣服 一括-陵波紋紬裌襦直領袍) |      |
| 672-15호 |      | 김덕원묘 출토 의복 일괄-명주누비직령포 (金德遠墓 出土 衣服 一括-明紬누비直領袍)         |      |
| 672-16호 |      | 김덕원묘 출토 의복 일괄-공단전상 (金德遠墓 出土 衣服 一括-貢緞前裳)                     |      |
| 672-17호 |      | 김덕원묘 출토 의복 일괄-답호 (金德遠墓 出土 衣服 一括-답호)                             |      |
| 672-18호 |      | 김덕원묘 출토 의복 일괄-반수의 (金德遠墓 出土 衣服 一括-半袖衣)                         |      |
| 672-19호 |      | 김덕원묘 출토 의복 일괄-명주누비저고리 (金德遠墓 出土 衣服 一括-明紬누비赤古里)         |      |
| 672-20호 |      | 김덕원묘 출토 의복 일괄-아자문저고리 (金德遠墓 出土 衣服 一括-亞字紋赤古里)             |      |
| 672-21호 |      | 김덕원묘 출토 의복 일괄-운문단겹유저고리 (金德遠墓 出土 衣服 一括-雲紋緞裌襦赤古里)     |      |
| 672-22호 |      | 김덕원묘 출토 의복 일괄-명주겹유저고리 (金德遠墓 出土 衣服 一括-明紬裌襦赤古里)         |      |
| 672-23호 |      | 김덕원묘 출토 의복 일괄-화문단저고리 (金德遠墓 出土 衣服 一括-花紊緞赤古里)             |      |
| 672-24호 |      | 김덕원묘 출토 의복 일괄-공단저고리 (金德遠墓 出土 衣服 一括-貢壇赤古里)                 |      |
| 672-25호 |      | 김덕원묘 출토 의복 일괄-공단겹유저고리 (金德遠墓 出土 衣服 一括-貢緞裌襦赤古里)         |      |
| 672-26호 |      | 김덕원묘 출토 의복 일괄-상색공단저고리 (金德遠墓 出土 衣服 一括-緗色貢壇赤古里)         |      |
| 672-27호 |      | 김덕원묘 출토 의복 일괄-운문단저고리 (金德遠墓 出土 衣服 一括-雲紋緞赤古里)             |      |
| 672-28호 |      | 김덕원묘 출토 의복 일괄-명주누비바지 (金德遠墓 出土 衣服 一括-明紬누비바지)             |      |
| 672-29호 |      | 김덕원묘 출토 의복 일괄-토수 (金德遠墓 出土 衣服 一括-吐手)                             |      |
| 672-30호 |      | 김덕원묘 출토 의복 일괄-운문단광대 (金德遠墓 出土 衣服 一括-雲紋緞廣帶)                 |      |
| 672-31호 |      | 김덕원묘 출토 의복 일괄-운문단령포 (金德遠墓 出土 衣服 一括-雲紋緞領布)                 |      |
| 672-32호 |      | 김덕원묘 출토 의복 일괄-화문단령포 (金德遠墓 出土 衣服 一括-花紋緞領布)                 |      |
| 672-33호 |      | 김덕원묘 출토 의복 일괄-복건 (金德遠墓 出土 衣服 一括-복건)                             |      |
| 672-34호 |      | 김덕원묘 출토 의복 일괄-면검형옷감 (金德遠墓 出土 衣服 一括-面檢形옷감)                 |      |
| 672-35호 |      | 김덕원묘 출토 의복 일괄-공단겹상 (金德遠墓 出土 衣服 一括-貢緞裌裳)                     |      |
| 672-36호 |      | 김덕원묘 출토 의복 일괄-화문단상 (金德遠墓 出土 衣服 一括-花紋緞裳)                     |      |
| 672-37호 |      | 김덕원묘 출토 의복 일괄-명주겹상 (金德遠墓 出土 衣服 一括-明紬裌裳)                     |      |
| 672-38호 |      | 김덕원묘 출토 의복 일괄-공단이불 (金德遠墓 出土 衣服 一括-貢緞이불)                     |      |
| 672-39호 |      | 김덕원묘 출토 의복 일괄-공단겹이불 (金德遠墓 出土 衣服 一括-貢緞裌이불)                 |      |
| 672-40호 |      | 김덕원묘 출토 의복 일괄-화문단이불 (金德遠墓 出土 衣服 一括-畵紋緞이불)                 |      |
| 672-41호 |      | 김덕원묘 출토 의복 일괄-명주이불 (金德遠墓 出土 衣服 一括-明紬이불)                     |      |
| 672-42호 |      | 김덕원묘 출토 의복 일괄-운문단이불 (金德遠墓 出土 衣服 一括-雲紋緞이불)                 |      |
| 672-43호 |      | 김덕원묘 출토 의복 일괄-소매일부 (金德遠墓 出土 衣服 一括-소매一部)                     |      |
| 672-44호 |      | 김덕원묘 출토 의복 일괄-포의일부 (金德遠墓 出土 衣服 一括-袍의一部)                     |      |
| 672-45호 |      | 김덕원묘 출토 의복 일괄-누비포의소매일부 (金德遠墓 出土 衣服 一括-누비포의소매一部)     |      |
| 672-46호 |      | 김덕원묘 출토 의복 일괄-운문단감 (金德遠墓 出土 衣服 一括-雲紋緞감)                     |      |
| 672-47호 |      | 김덕원묘 출토 의복 일괄-운문단상복 (金德遠墓 出土 衣服 一括-雲紋緞裳服)                 |      |
| 672-48호 |      | 김덕원묘 출토 의복 일괄-운문단천익 (金德遠墓 出土 衣服 一括-雲紋緞天翼)                 |      |
| 672-49호 |      | 김덕원묘 출토 의복 일괄-소색중치막 (金德遠墓 出土 衣服 一括-素色中致莫)                 |      |
| 672-50호 |      | 김덕원묘 출토 의복 일괄-누비직령포 (金德遠墓 出土 衣服 一括-누비直領袍)                 |      |
| 672-51호 |      | 김덕원묘 출토 의복 일괄-아자문주저고리 (金德遠墓 出土 衣服 一括-亞字紋紬赤古里)         |      |
| 672-52호 |      | 김덕원묘 출토 의복 일괄-명주겹광포 (金德遠墓 出土 衣服 一括-明紬裌廣布)                 |      |
| 672-53호 |      | 김덕원묘 출토 의복 일괄-명주유상 (金德遠墓 出土 衣服 一括-明紬襦裳)                     |      |

## 같이 보기
- 김덕원

## 참고 자료
- 김덕원묘 출토 의복 일괄 - 국가유산청 국가유산포털